# Muzeum Marynistyczne w Aalborgu
Muzeum Marynistyczne w Aalborgu – muzeum znajdujące się w Aalborgu nad cieśniną Limfjorden w Danii. 

## Historia

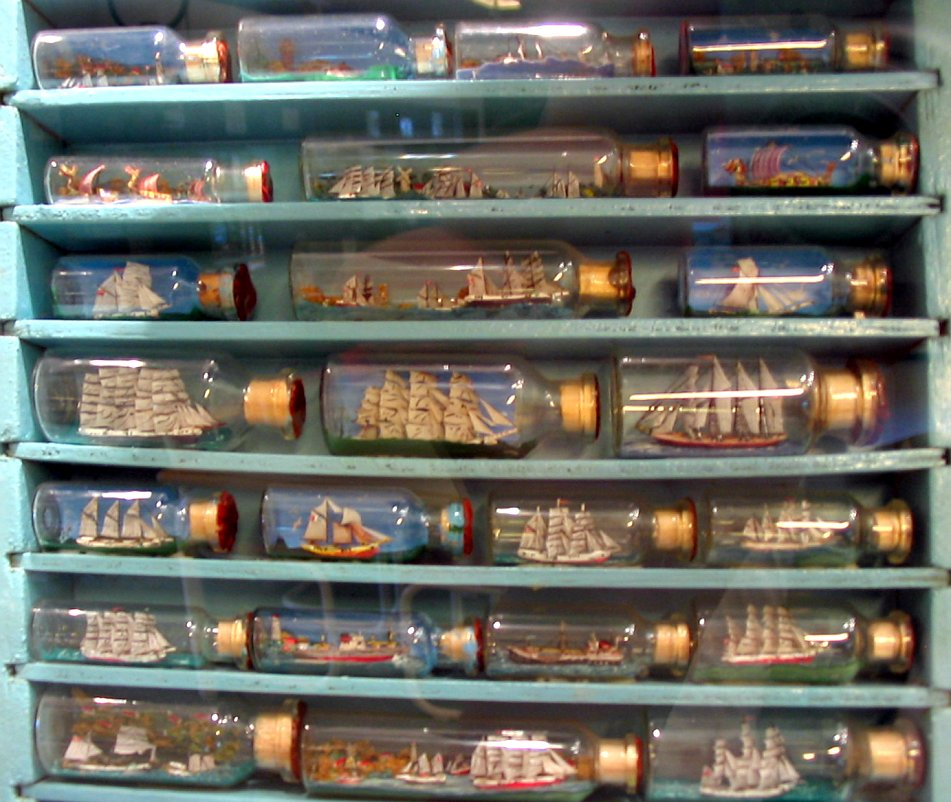
modele statków w ampułkach po penicylinie

Muzeum zostało otwarte 24 maja 1992 roku przez księcia Henryka, męża królowej Danii. Bezpośrednim impulsem do otwarcia muzeum była idea udostępnienia dla zwiedzających okrętu podwodnego „Springeren”, który znajduje się w Aalborgu od 1990 roku. Wkrótce muzeum uzyskało również torpedowiec „Søbjørnen” oraz szereg drobniejszych jednostek, m.in. statek inspekcyjny INGOLF wraz ze śmigłowcem oraz wiele przedmiotów i pamiątek związanych z marynarką wojenną.
Większość eksponatów muzeum uzyskuje od ministerstwa marynarki dalekomorskiej, portu Aalborg, oraz stoczni Aalborg Værft.
Oprócz statków, eksponaty muzeum znajdują się na odkrytym placu o powierzchni 15 000 m² oraz w pawilonach.

## Zbiory

### Springeren

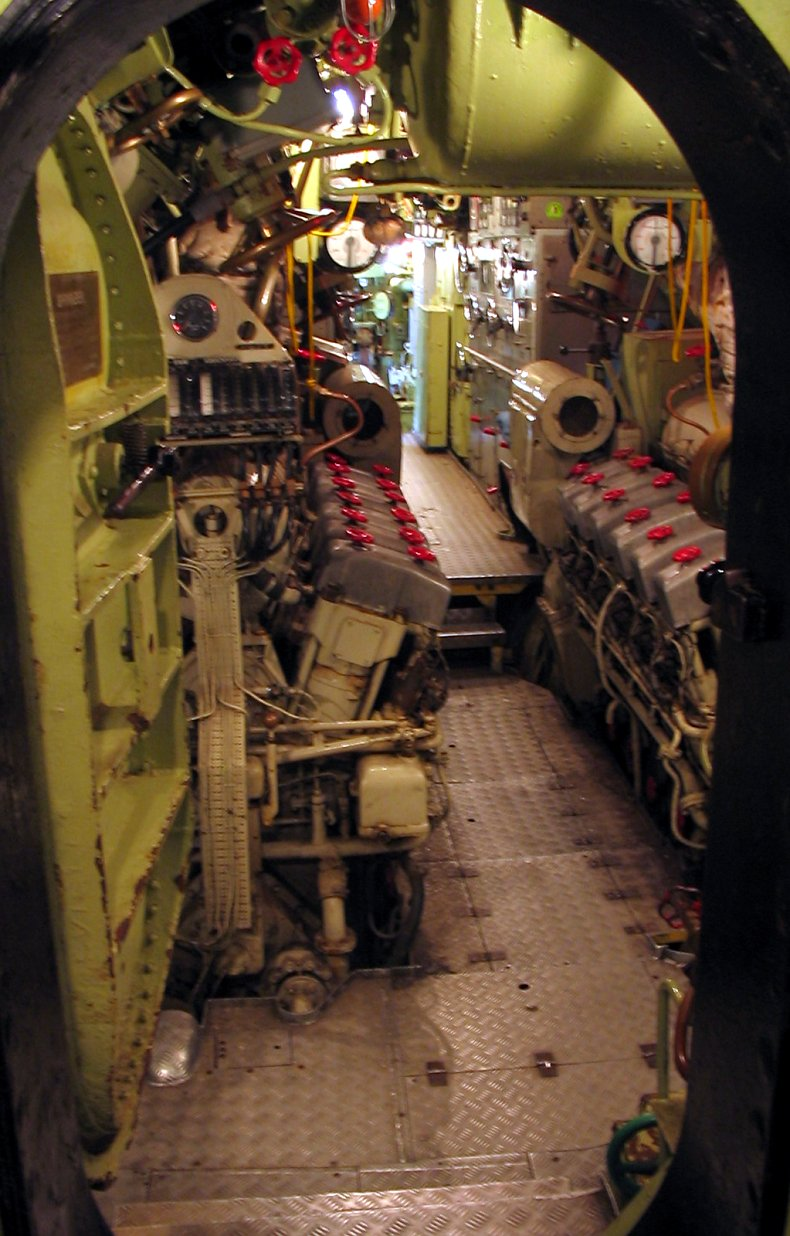
wnętrze Springeren

Międzynarodową atrakcją muzeum jest w pełni funkcjonalny okręt podwodny „Springeren” (duń. skoczek). Obok siostrzanego projektu Dolphin jest to ostatni okręt podwodny zaprojektowany i zbudowany w Danii. Okręt wodowano w Kopenhadze 26 kwietnia 1963, a ostatnią misję zakończył 30 czerwca 1989.
Jednostka mierzy 53,9 metrów, ważyła 646 ton (wliczając słodką wodę i paliwo). W warunkach wojennych może zanurzyć się do 250 metrów, w warunkach pokojowych do 100. Uzbrojona jest w osiem torped. Jednostka może poruszać się z prędkością 17 węzłów (31,5 km/h).
Okręt jest w pełni dostępny dla zwiedzających. Obejrzeć można, w jakich warunkach przebywała pod wodą 33-osobowa załoga jednostki. Wszystkie urządzenia i techniczne instalacje są całkowicie sprawne; okręt praktycznie jest w stanie wznowić operacje.

### Søbjørnen

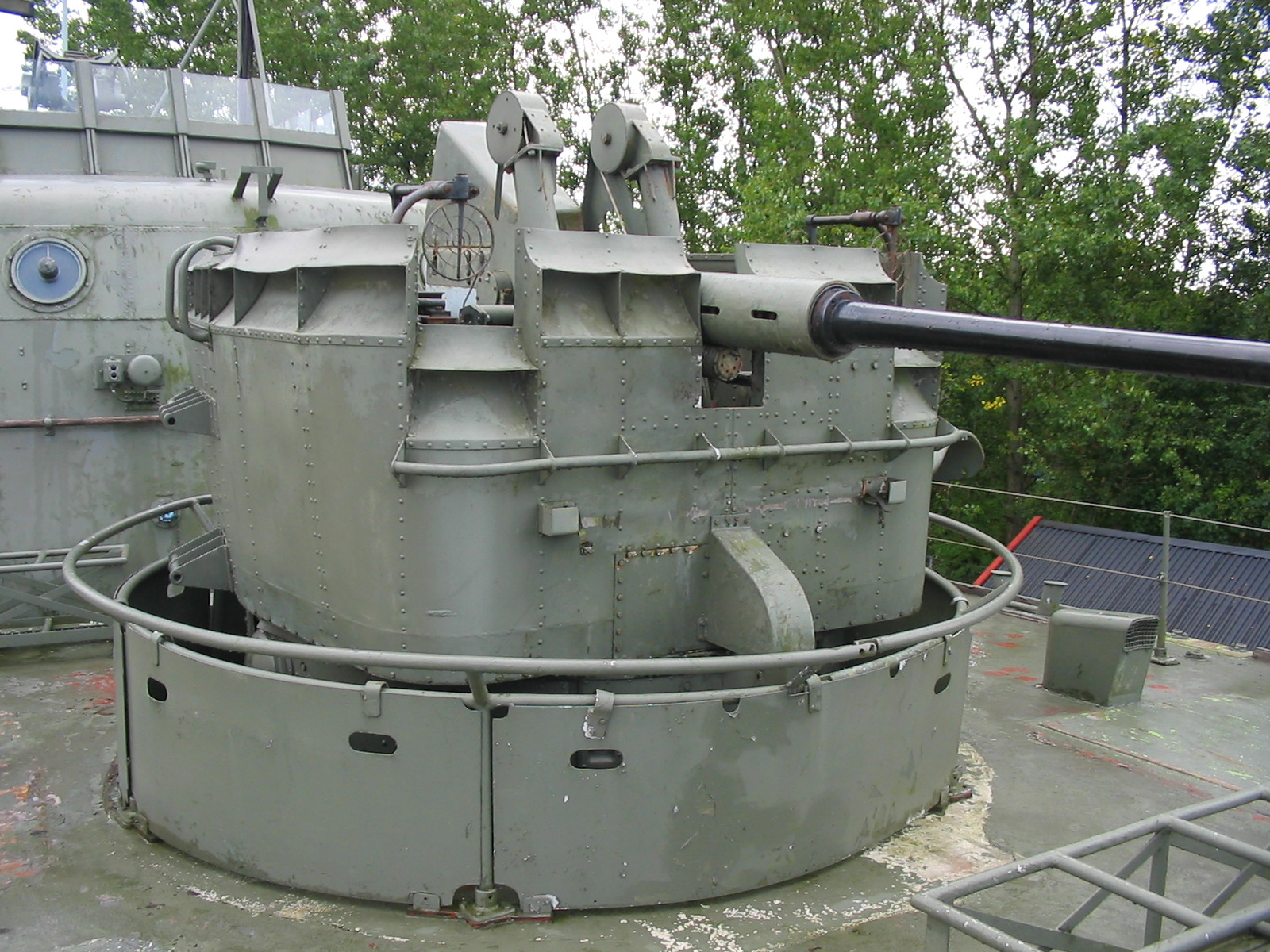
działo na Søbjørnen

„Søbjørnen” (duń. niedźwiedź morski) to stutonowy torpedowiec, jeden z sześciu okrętów typu Søløven (duń. lew morski) zbudowanych w Danii. W momencie powstania był jedną z niewielu konstrukcji używających turbin gazowych jako głównej siły napędowej. Zastosowano 3 silniki produkcji firmy Rolls-Royce, każdy o mocy 12 000 koni mechanicznych, dzięki czemu była to najszybsza tego typu jednostka pływająca na świecie: Søbjørnen mógł osiągnąć prędkość 60 węzłów (111 km/h).
„Søbjørnen” służył 27 lat w  marynarce duńskiej, zanim trafił do muzeum. Zadaniem okrętu była ochrona przeciw wrogim jednostkom w warunkach nocnych. Na statku można było zainstalować dwa działa o kalibrze 40 mm,  cztery 53-centymetrowe torpedy oraz miny morskie.
Trzydziestometrowy okręt jest w pełni udostępniony dla zwiedzających. Zobaczyć można, w jakich warunkach przebywało 24 członków załogi okrętu; dostępne są wszystkie części jednostki, od kabin po mostek.

### Stocznia i port

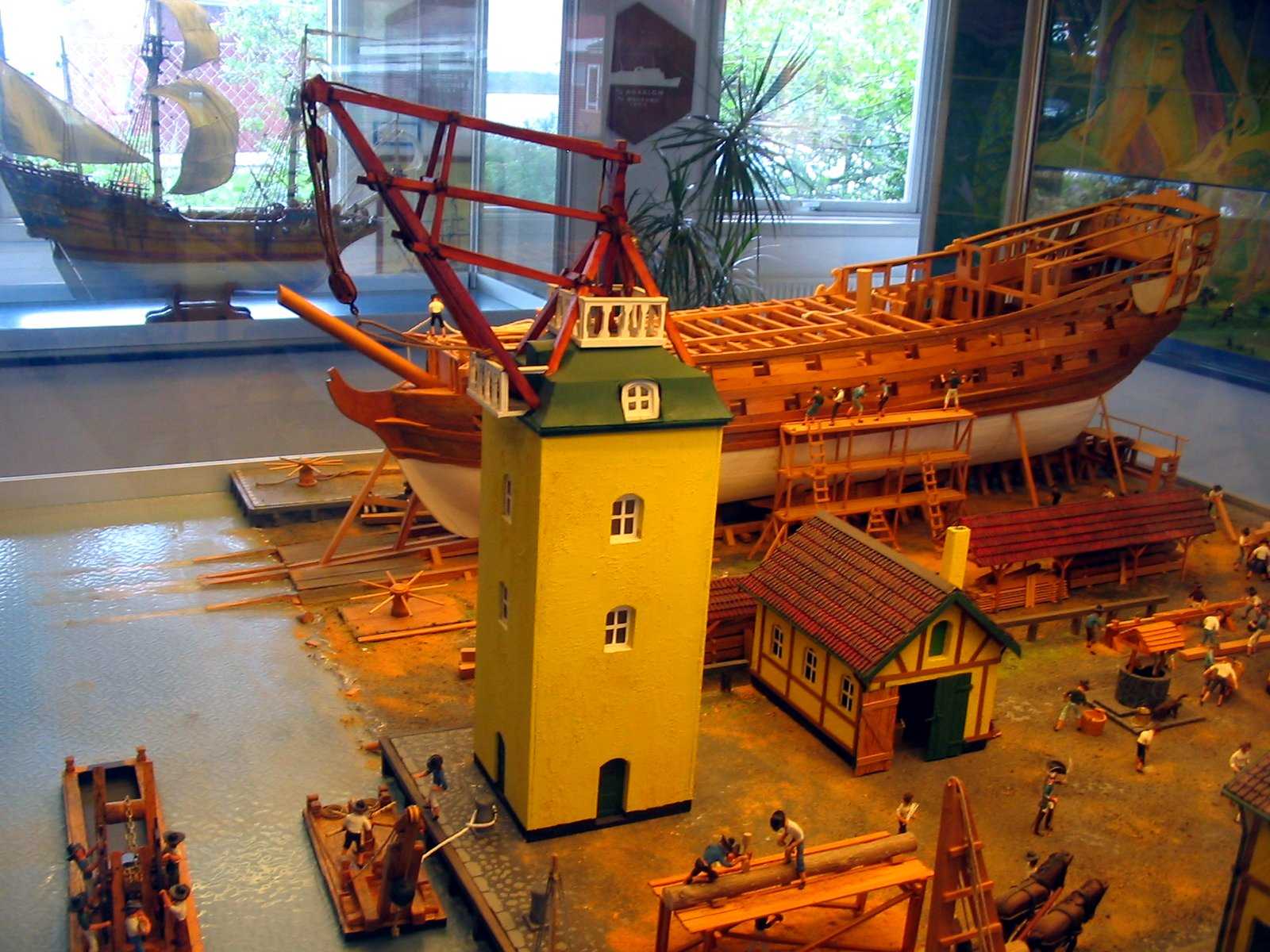
model fragmentu stoczni z żurawiem

Aalborg, jako miasto położone nad Limfjorden, między Morzem Północnym a Kattegatem, w naturalny sposób wykształcił  swój przemysł portowo-stoczniowy (Aalborg Værft). Stocznia poszczycić może się ponad pięciusetletnią historią.
W pawilonach muzeum znajduje się bogata kolekcja eksponatów związanych z tą działalnością. Ekspozycja dedykowana jest pamięci I. M. Stuhra, założyciela stoczni.
Wśród zbiorów znajduje się duża liczba modeli statków i urządzeń portowych, dokumenty, zdjęcia, a nawet socrealistyczne malarstwo (Carl Wognsen).

### Marynarka wojenna
Jeden z pawilonów muzeum poświęcony jest duńskiej marynarce wojennej. Przed wejściem do niego znajduje się mina morska (typ, który spowodował największą katastrofę morską w Danii, zatonięcie statku "Kjøbenhavn").
Ta część ekspozycji zawiera mundury oficerskie, kombinezony nurków, całe, często duże urządzenia z wyposażenia okrętów, zdjęcia i dokumenty. Obejrzeć tu można również kabinę dekompresyjną (konstrukcję ratującą życie nurków wynurzających się za szybko), działa, urządzenia optyczne, sterujące a nawet elementy latarni morskich.

### Polskie akcenty
W muzeum odnaleźć można kilka polskich akcentów. 
Są to przede wszystkim eksponaty związane z obsługą linii Gdynia-Ameryka Linie Żeglugowe SA, polskie medale, modele polskich statków, zdjęcia, dokumenty.
W kilkudziesięcioletnich książkach portowych odnaleźć można zapisy o polskich statkach zawijających do portu w Aalborgu i odczytać nazwiska ich kapitanów (zobacz zdjęcie).